# Massacre de Ciaculli
O Massacre de Ciaculli aconteceu em 30 de Junho de 1963, e foi causada por um carro bomba que explodiu em Ciaculli, baixo subúrbio de Palermo na Itália, matando sete policiais e oficiais militares que atenderam um chamado anônimo de uma bomba situado em um prédio. Este atentado foi atribuído à Salvatore Greco, cabeça da Comissão da máfia italiana e chefe da família Ciaculli da máfia. Porém mais tarde depois de muitas investigações um dos chefões da máfia chamado Michele Cavataio foi considerado o verdadeiro mandante do massacre.